# Azowski niemiecki rejon narodowy
Azowski niemiecki rejon narodowy, ros. Азовский немецкий национальный район (Azowskij niemieckij nacionalnyj rajon, niem. Der Deutsche Nationalrayon Asowo) – jednostka administracyjna w Rosji w płd. części obwodu omskiego. Stolicą rejonu jest wieś Azowo.

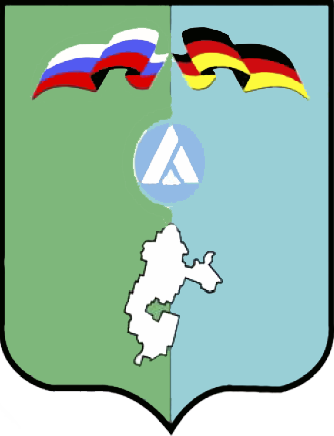
Herb obwodu

## Geografia
Rejon znajduje się na płd.-zach. od Omska. Powierzchnia – 1400 km² (najmniejszy z 32 rejonów obwodu).

## Historia
Powstał w 1992 z 7 gmin, wydzielonych z sąsiadujących ze sobą 5 rejonów obwodu. W jego skład weszło 29 (obecnie 28) miejscowości. W 16 z nich większość mieszkańców jest narodowości niemieckiej.
Powstanie Azowskiego niemieckiego rejonu narodowego wraz z Ałtajskim niemieckim rejonem narodowym było związane z brakiem szans na odtworzenie niemieckiej republiki na Powołżu, i jednoczesnym wzrostem emigracji rosyjskich Niemców. Stworzenie ww. rejonów, pozwoliło skoncentrować środki finansowe i organizacyjne w celu szybkiego rozwiązania problemu zachowania niemieckiej grupy etnicznej.

## Demografia
Na dzień 1 czerwca 1992 w rejonie mieszkało 19,4 tys. ludzi, w tym 11,6 (60%) rosyjskich Niemców. W związku z postępującą w dalszym ciągu emigracją odsetek ludności niemieckiej zmalał do 29,3% (około 7 tys.) w 2002.